# 初音ミク 5thバースデー ベスト〜memories〜
『初音ミク 5thバースデー ベスト〜memories〜』（はつねミク フィフス バースデー ベスト メモリーズ）は、音声合成ソフト初音ミクの発売5周年を記念して2012年8月1日にソニー・ミュージックダイレクト（以下SMDR）から発売された、動画投稿サイト「ニコニコ動画」に投稿された初音ミクなどをボーカルに用いた楽曲を収録したベスト・アルバム。規格品番はMHCL-2108・2109。

## 解説
初音ミク発売5周年を記念したドワンゴ・ミュージックエンタテインメント（以下dme）との共同企画によるもので、同日にdmeより『初音ミク 5thバースデー ベスト〜impacts〜』も発売された（こちらの販売元もSMDRであり、SMEではこちらもSMDR発売分として扱われる）。本アルバムのコンセプトは「初音ミク誕生から様々な楽曲が生まれ、そして生まれ続けている今において、改めて振り返ることの出来る名曲たちを集めたメモリアルなベストアルバム」とされている。
初回生産限定盤は初音ミクのキャラクターデザインを手がけたKEIの描き下ろしによるスペシャルボックス仕様、KEI描き下ろしのピクチャー・レーベルで、DVDが収録されている。

## 収録曲

### CD
1. Tell Your World / livetune feat.初音ミク
  - 作詞・作曲・編曲：kz
  - Google ChromeのCMソング。詳細は「Tell Your World EP」を参照。
2. 39 / sasakure.UK×DECO*27 feat.初音ミク
  - 本アルバムのために書き下ろされた曲で、『初音ミク 5thバースデー ベスト〜impacts〜』に収録されているものと内容は同一。初音ミク発売5周年を記念して行われたファミリーマートで行われた「初音ミク 5th Anniversary ミクLOVESファミマ♪キャンペーン」のテレビCMソングに起用されている[1]。
3. メルト / supercell feat.初音ミク
  - 詳細はsupercell (アルバム)を参照。
4. FREELY TOMORROW / Mitchie M feat.初音ミク[4:00] 
  - 作詞：Mitchie M・ЯIRE 作曲：Mitchie M
  - 発表からわずか11時間弱で殿堂入りし[2]、「まるで人間のように歌っている」と高い評価を得ている楽曲[3]。
5. カゲロウデイズ / じん（自然の敵P）
  - 作詞・作曲：じん（自然の敵P）
  - 詳細はカゲロウプロジェクトを参照。
6. ロミオとシンデレラ / doriko feat.初音ミク [4:40] 
  - 作詞・作曲：doriko
  - 自身の2ndアルバムのタイトルチューン。コンピレーション・アルバム『MOER feat.初音ミク -2nd anniversary-』他にも収録されている。
7. エレクトリック・ラブ / 八王子P feat.初音ミク
  - 作詞・作曲・編曲：八王子P
8. 白い雪のプリンセスは / のぼる↑ feat.初音ミク
  - 作詞・作曲・編曲：のぼる↑
9. サンドリヨン (Cendrillon) / Dios/シグナルP feat.初音ミク・KAITO
  - 作詞：orange、作曲・編曲：Dios/シグナルP
10. 深海少女 / ゆうゆ feat.初音ミク
  - 作詞・作曲・編曲：ゆうゆ
11. ＊ハロー、プラネット。 /  sasakure.UK feat. 初音ミク
  - 作詞・作曲・編曲：sasakure.UK
  - PVは「初音ミクDVD〜impacts〜」に収録されており、このPVを題材としたゲームが「初音ミク -Project DIVA-」のダウンロードコンテンツ『ミクうた、おかわり。』で配信されている。
12. BadBye / koma'n feat.初音ミク
  - 作詞・作曲・編曲：koma'n
13. むかしむかしのきょうのぼく /  DECO*27 feat.初音ミク 
  - 作詞・作曲・編曲：DECO*27
  - 週刊ヤングジャンプ連載中の「週刊はじめての初音ミク」イメージソング。
14. 私の時間2012 / くちばしP feat.初音ミク
  - 作詞・作曲：くちばしP
  - 本アルバムのためにセルフアレンジを施した。コンピレーション・アルバム『EXIT TUNES PRESENTS Vocalostar feat.初音ミク』では、オリジナルバージョンが収録されている。
15. 火葬曲 / No.D/上野悠仁 feat.初音ミク
  - 作詞：上野悠仁 作編曲：No.D
16. サイハテ / 小林オニキス feat.初音ミク [2:42]
  - 作詞・作曲：小林オニキス
  - 詳細は当該項目を参照。
17. 1925 / T-POCKET feat.初音ミク[3:18]
  - 作詞・作曲：T-POCKET
    - 詳細は当該項目を参照。
18. ハジメテノオト / malo feat.初音ミク [5:03]
  - 初音ミクで作られた曲の中でも知名度の高い曲の一つで[4]、しっとりとしたピアノの音色に初音ミクの目線から語りかけるような歌詞となっており、「泣かされる」曲とも言われる[5][6]。
19. Birthday Song for ミク / Mitchie M feat.鏡音リン・鏡音レン・巡音ルカ・KAITO・MEIKO
  - 作詞・作曲・編曲：Mitchie M
  - 初音ミク5周年を記念したバースデーソング。

### DVD
1. 39 / sasakure.UK×DECO*27 feat.初音ミク
2. Birthday Song for ミク / Mitchie M feat.鏡音リン・鏡音レン・巡音ルカ・KAITO・MEIKO 
  - 作詞・作曲・編曲：Mitchie M
3. 積乱雲グラフィティ / ryo（supercell） feat.初音ミク
  - 作詞：Dixie Flatline、作曲・編曲・歌唱制作：ryo 映像制作：セガ
4. むかしむかしのきょうのぼく / DECO*27 feat.初音ミク
  - 作詞・作曲・編曲：DECO*27 映像：mikumix イラスト：林健太郎
5. Baby Maniacs / 八王子P feat.初音ミク
  - 作詞：q*Left 作曲：八王子P 映像：わかむらP
6. SPiCa / とくP feat. 初音ミク
  - 作詞・作曲：とくP
7. VOiCE / ラヴリーP feat.初音ミク 
  - 作詞・作曲・編曲：ラヴリーP 映像：ニョホホ